# おいしい水の宅配便
おいしい水の宅配便（おいしいみずのたくはいびん）とは、TOKAI（ザ・トーカイ）のウォーターボトルの製造・販売、ウォーターサーバー宅配事業である。

## 事業内容
- ウォーターボトルの製造・販売。
- ウォーターサーバーのレンタル。

## 沿革
2007年（平成19年）11月 アクア事業に進出